# Hankō seimeibun
Hankou Seimeibun (犯行声明文 «Carta de responsabilidad»?) es un EP publicado por The Gazette el 1 de octubre de 2003. La primera edición impresa fue alojado en una caja de papel brillante. Cuando se pliega hacia fuera, fotos de los miembros de la banda, junto con la letra de la EP, se puede ver.

## Lista de canciones
1. "[DIS]" – 4:17
2. "Red MoteL" – 4:09
3. "THE MURDER'S TV" – 4:30
4. "Kore de Yokattan Desu..." (「これで良かったんです・・・」) – 5:22
5. "Hankou Seimeibun" (犯行声明文) – 0:43

Toda la música de Gazette. Todas las letra de Ruki.